# Hungarian International 2016
Die Hungarian International 2016 fanden vom 27. Oktober bis zum 30. Oktober 2016 in Budaörs statt. Es war die 41. Auflage dieser internationalen Meisterschaften von Ungarn im Badminton.

## Sieger und Platzierte
| Disziplin    | Gold                                | Silber                           | Bronze                                      |
| ------------ | ----------------------------------- | -------------------------------- | ------------------------------------------- |
| Herreneinzel | Kim Bruun                           | Victor Svendsen                  | Felix Burestedt                             |
| Herreneinzel | Kim Bruun                           | Victor Svendsen                  | Kieran Merrilees                            |
| Dameneinzel  | Yap Rui Chen                        | Sofie Holmboe Dahl               | Olga Arkhangelskaya                         |
| Dameneinzel  | Yap Rui Chen                        | Sofie Holmboe Dahl               | Mariya Mitsova                              |
| Herrendoppel | Danny Bawa Chrisnanta Hendra Wijaya | Frederik Colberg Rasmus Fladberg | Martin Campbell Patrick MacHugh             |
| Herrendoppel | Danny Bawa Chrisnanta Hendra Wijaya | Frederik Colberg Rasmus Fladberg | Matijs Dierickx Freek Golinski              |
| Damendoppel  | Mariya Mitsova Petya Nedelcheva     | Gabriella Bøje Cecilie Sentow    | Anne Katrine Hansen Marie Louise Steffensen |
| Damendoppel  | Mariya Mitsova Petya Nedelcheva     | Gabriella Bøje Cecilie Sentow    | Jenny Moore Victoria Williams               |
| Mixed        | Terry Hee Tan Wei Han               | Paweł Pietryja Aneta Wojtkowska  | Jakub Bitman Alžběta Bášová                 |
| Mixed        | Terry Hee Tan Wei Han               | Paweł Pietryja Aneta Wojtkowska  | Gregory Mairs Jenny Moore                   |